# Clapar (Madukara)
Clapar is een bestuurslaag in het regentschap Banjarnegara van de provincie Midden-Java, Indonesië. Clapar telt 1992 inwoners (volkstelling 2010).